# Мирне (Скадовський район)
Мирне (до 1964 року —  ст. Каланчак) — селище в Україні, адміністративний центр Мирненської селищної громади Скадовського району Херсонської області. Населення — 1903 особи. До 2016 року орган місцевого самоврядування — Мирненська селищна рада.

## Географія
Селище міського типу Мирне розташоване за 101 км від обласного центру, 56 км від районного центру та 20 км на південь від смт Каланчак. Через Мирне пролягає 
залізнична лінія Херсон — Джанкой, на якій розташована  залізнична станція Каланчак Одеської залізниці.
Територія — 483,01 га. Поверхня — рівнинна, слабо хвиляста, розташована у межах найнижчої в Україні Причорноморської низовини, на лівобережній частині Дніпра. Територія поверхні розчленована балками. Балка розташована на східній частині, за селищем. Абсолютна висота місцевості в селищі — 22 м. Корисних копалин, крім глини, не має. Підземні води залягають глибоко.

## Клімат
Клімат — помірно-континентальний, посушливий. З м'якою зимою та сухим і жарким літом. Часто влітку панує посуха, суховії, бувають пилові бурі. Середня температура влітку — +22,5°C , взимку — −2,5°C, річна кількість опадів — 350 мм. Ґрунти темно-каштанові солонцюваті. Селище розташоване в межах зони південного сухого степу, лівобережна провінція.

## Історія
Селище засноване 1951 року, коли поблизу залізниці виник бурякоприймальний пункт, а пізніше було збудовано заготзерно, куди тягнулися обози із зерном з сусідніх сіл, перевантажувалися у вагони і направлялися в засіки держави, а селище почало активно розбудовуватися. У 1968 році населений пункт набув статусу селища міського типу. Разом з будівництвом рисових систем на півдні України звелися корпуси гіганта рисопереробної промисловості — Каланчацький комбінат хлібопродуктів, який був побудований у 1971 році в смт Мирне.
Із зменшенням посівів рисових площ в Україні наприкінці 1980-х років колектив переорієнтував виробництво на інші круп'яні культури: пшеничну, ячмінну, перлову, горохову, кукурудзяну. Продукція комбінату була представлена на міжнародних виставках, де здобула схвальну оцінку фахівців і відзначена дипломами. Заготівельна діяльність комбінату базується на двох елеваторах місткістю до 110 тис. тон, обладнаних сучасним сушильним та очисним обладнанням. У ті роки це будівництво увійшло в історію як велика комсомольська будова, опісля розпочалося будівництво ще одного великого підприємства — Каланчацький консервний завод.
До цього село складалося з декількох землянок, які виникли навколо залізничної станції Каланчак Одеської залізниці. Ця магістраль до 27 грудня 2014 року сполучала Автономну Республіку Крим з Києвом, Одесою, Львовом, Хмельницьким та іншими містами України, нині — у кримському напрямку обмежено сполучення лише до станції Вадим. Станція Каланчак одержала назву від  однойменного селища.
Мирне — селище, яке займає площу 483 га, налічується 591 домогосподарств, 17 двоповерхових будинків, 1 п'ятиповерховий будинок. Центральною вулицею є — вул. Шевченка.
У Мирному проживало 7 учасників бойових дій Другої світової війни. На цвинтарі селища поховано місцевого жителя Ф. С. Мочаліна — Героя громадянської війни, нагородженого у 1919 році орденом Червоного Прапора за бойову мужність в боях з денікінцями. На могилі героя встановлено погруддя  на честь вдячності і вічної пам'яті. 
 
Великий вплив на розвиток селища відіграла школа, яка була відкрита у 1955 році і називалась тоді Каланчацька початкова школа № 5. Першими вчителями, які викладали в цій школі — Бабіцька Оксана Дмитрівна, Єрух Ніна Никифорівна, Богдашевська Фелікса Антонівна. Завідувачкою початкової школи була Фелікса Антонівна. У 1961—1962 роках була семирічною школою, згодом переведена на восьмирічне навчання. Першим директором був Ковтун Ілля Ісайович. Першими випускниками восьмирічки були учні 1948 року народження. Прибули нові вчителі Супрун Марія Денисівна, Велика Юзя Онисимівна. З 1964—1966 років директором школи була Пономаренко Людмила Єфиміїна. Після неї стала директором школи Сєрікова Надія Марківна, яка перебувала на цій посаді до 1977 року.
Східною околицею смт Мирне пролягає Північнокримський канал, будівництво першої його черги було завершено 17 вересня 1963 року.  
У 1965 році в приміщенні школи був відкритий музей 295-ї стрілецької дивізії, завідувачкою якого стала Слідкевич Клавдія Петрівна. У 2011 році музею присвоєне звання «Зразковий музей».
Перші екскурсії по містах рідного краю відбувалися за участю Котій Тамари Вікторівни, яка викладала історію і географію. Тамара Вікторівна пропрацювала в цій школі 36 років (1957—1993 роки), має звання «Ветеран праці». Першою піонервожатою була Чебан Любов Василівна, яка пізніше стала завідувачкою шкільної бібліотеки.
Станом на 2014 рік у Мирненській загальноосвітній школі І — III ступенів налічувалося 19 навчальних кімнат, 5 кабінетів виробничої майстерні, бібліотека, їдальня, кабінет медичного обслуговування. У школі працює творчий педагогічний колектив під керівництвом директора Обух Ірини Миколаївни та завуча Слідкевич Валентини Станіславівни. Навчається 195 учнів.
На території селища також є будинок культури з залом на 220 місць, фельдшерсько-акушерський пункт, дошкільний навчальний заклад «Калинка», відділення зв'язку, ощадкаса, АТС, Ольгинський храм.
13 грудня 2014 року в селищі невідомими демонтований пам'ятник Леніну.
30 квітня 2017 року на кордоні материкової України з тимчасово окупованим Кримом побудувана нова дамба на Північнокримському каналі, яка перекрила доступ води до окупованого Криму. Вода, яку заощадили таким чином, зрошувала землі півдня Херсонщини. Якби канал було б перекрито за декілька десятків кілометрів до адміністративного кордону, де є остання стаціонарна дамба, ферми на південь від неї виявилися б під загрозою посухи. На дамбу було  витрачено 35 млн ₴. Будівництво дамби тривало з 2016 року.
8 вересня 2016 року, в ході децентралізації, утворена Мирненська селищна громада шляхом об'єднання Мирненської та Червоночабанської сільської ради Каланчацького району.
17 липня 2020 року, в результаті адміністративно-територіальної реформи та ліквідації Каланчацького району, селище увійшло до складу Скадовського району.
24 лютого 2022 року селище тимчасово окуповане російськими військами під час російсько-української війни.

## Населення

### Мова
Розподіл населення за рідною мовою за даними перепису 2001 року:
| Мова            | Кількість | Відсоток |
| --------------- | --------- | -------- |
| українська      | 1921      | 89.64%   |
| російська       | 211       | 9.85%    |
| білоруська      | 3         | 0.14%    |
| гагаузька       | 1         | 0.05%    |
| болгарська      | 1         | 0.05%    |
| румунська       | 1         | 0.05%    |
| інші/не вказали | 5         | 0.22%    |
| Усього          | 2143      | 100%     |

## Економіка
- Комбінат хлібопродуктів.
- Еелеватор.
- Консервний завод.